# 八面體隕鐵
八面體隕鐵是最普通的一種鐵隕石。 

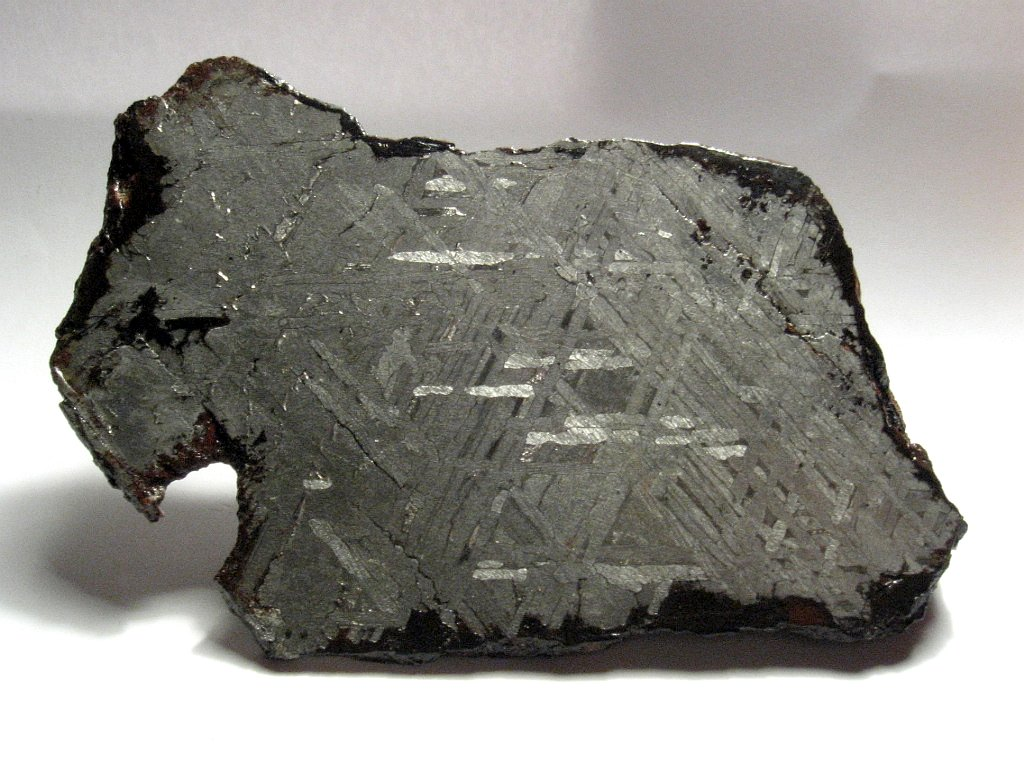
來自墨西哥托路卡的八面體隕鐵。

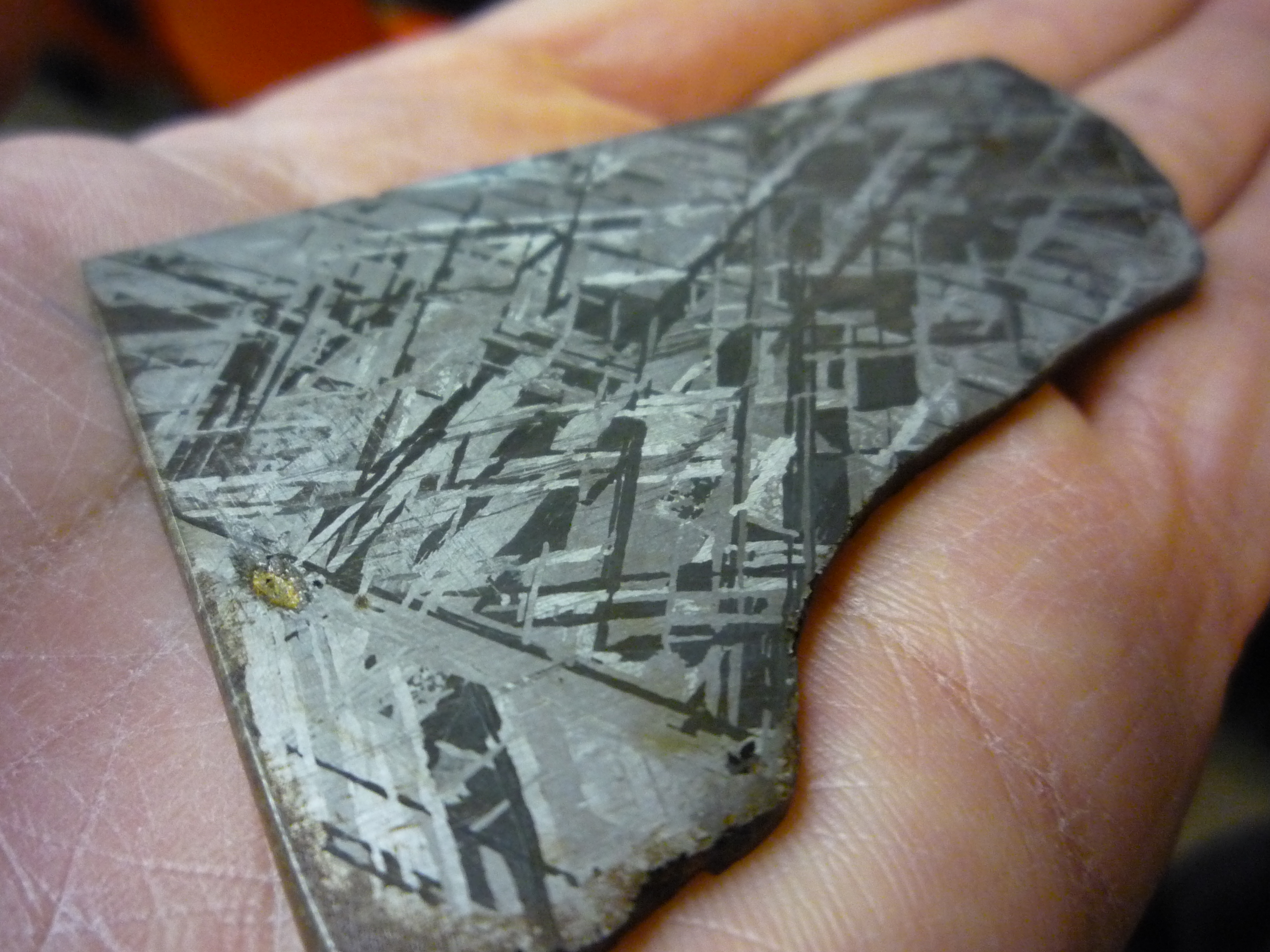
在鐵鎳八面體隕鐵的魏德曼花紋。

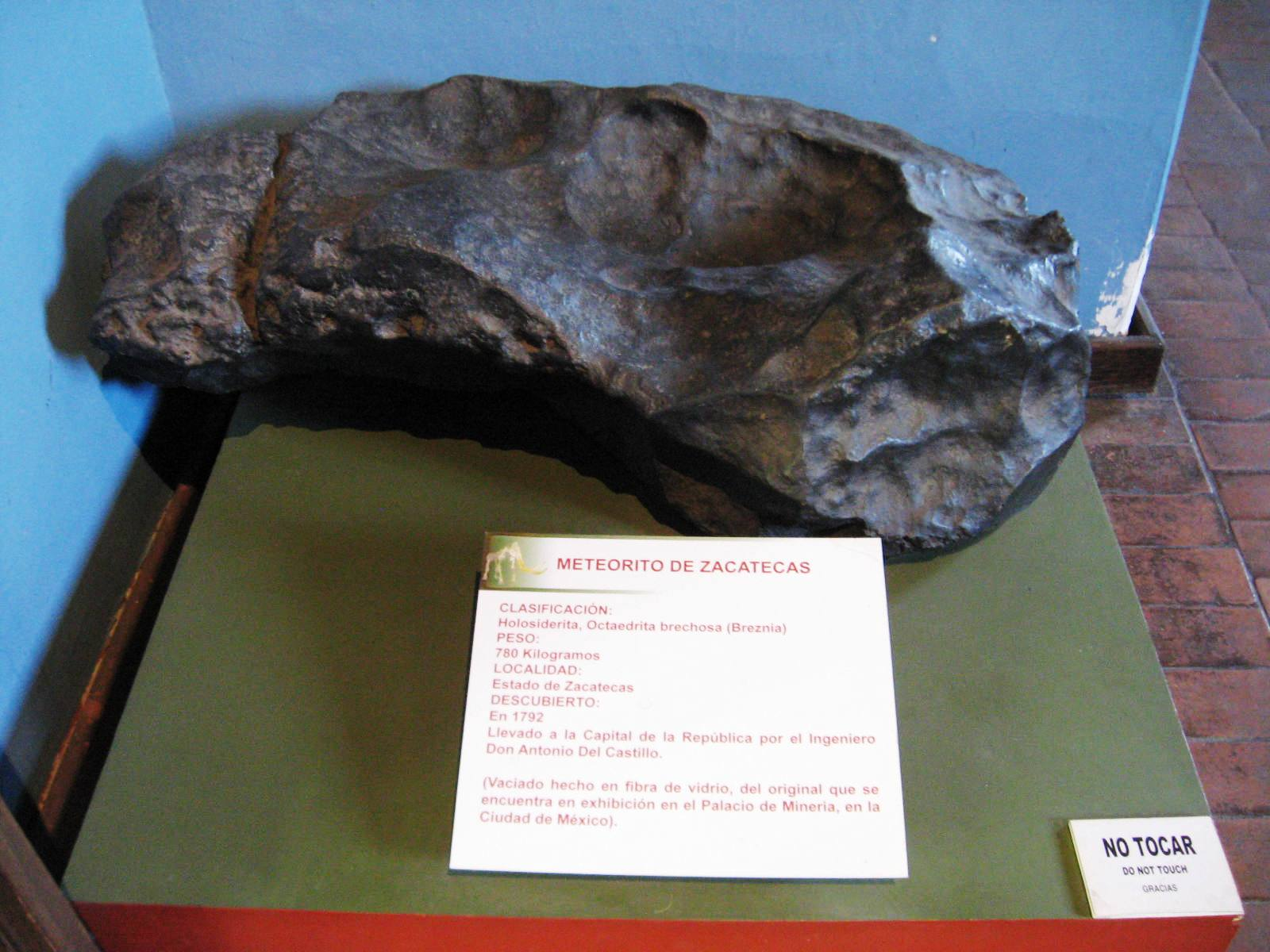
1782年在墨西哥的札卡特卡發現的札卡特卡隕石，重量為780公斤。

它們的成分主要是鎳-鐵合金：鎳紋石 － 高鎳含量，和錐紋石 － 低鎳含量。
由於在母體的小行星內以很長的時間慢慢冷卻，這些合金混合著毫米尺度的帶狀結構（從0.2mm至5公分），經過拋光和蝕刻會呈現經典的魏德曼花紋，可以看見有著交叉線和片狀結構的錐紋石。
在錐紋石和鎳紋石的片狀結構間的空隙，經常可以找到稱為合紋石的微細混合物。一種鐵鎳磷化物，磷鐵石，經常出現在鎳-鐵隕石中，還有鎳-鐵-鈷、碳化鈣、鈷碳鐵隕石、石墨和隕硫鐵都會呈現幾個釐米大的圓角結節 。

## 結構的分類
八面體隕鐵可以依據在魏德曼花紋內錐紋石片狀結構的大小(這與鎳的含量有關)進行分類：
- Ogg：最粗糙的八面體隕鐵，錐紋石的帶寬大於3.3mm，鎳含量在5%-9%。
- Og ：粗糙的八面體隕鐵，錐紋石的帶寬在1.3-3.3 mm，鎳含量在6.5-8.5%。
- Om：中等的八面體隕鐵，錐紋石的帶寬在0.5-1.3 mm，鎳含量在7-13%。
- Of ：細緻的八面體隕鐵，錐紋石的帶寬在0.2-0.5 mm，鎳含量在7.5-13%。
- Off：最細緻的八面體隕鐵，錐紋石的帶寬小於<0.2 mm，鎳含量在17-18%。
- Opl：合紋石八面體隕鐵，錐紋石的紡錘體，鎳含量在9-18%。

## 化學分類
追蹤微量元素鎵、鍺和銥的濃度可以做為鐵隕石化學分類的依據，並且可以追溯其母體的小行星。部分的結構和化學組成之間可以對應，即屬於同一結構的族群，其化學組成也大部分會在同一分類中：
- IAB 鐵隕石，Om-Ogg
- IC 鐵隕石，
- IIAB 鐵隕石，Ogg（也包含一些六面體隕鐵）
- IIC 鐵隕石，Opl
- IID 鐵隕石，Of-Om
- IIE 鐵隕石，Om-Og
- IIG 鐵隕石（也包含一些六面體隕鐵）
- IIF 鐵隕石 （也包含一些無紋隕鐵）
- IIIAB 鐵隕石，Om
- IIICD 鐵隕石，Off-Of
- IIIE 鐵隕石，Og
- IIIF 鐵隕石，Om-Og
- IVA 鐵隕石，Of

完整的列表請參考鐵隕石。

## 礦物
八面體隕鐵也是一個過時名詞，銳鈦礦的同義詞，三種已知的二氧化鈦（TiO2）礦物中的一種。